# アルフレッド・ブランドン (市長)

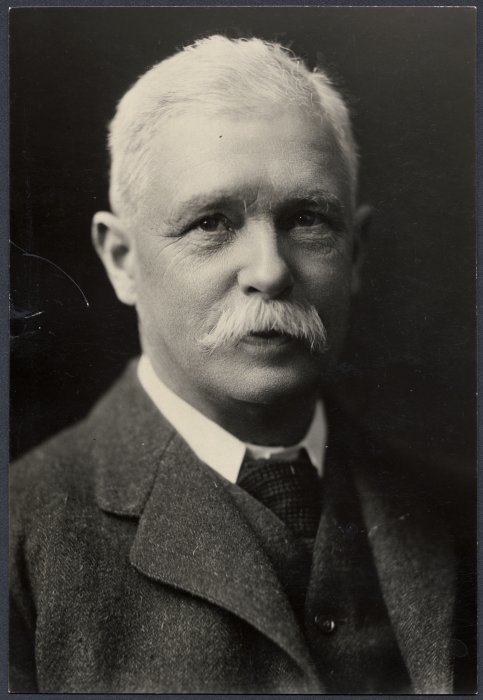
アルフレッド・ブランドン

アルフレッド・デ・バス・ブランドン（Alfred de Bathe Brandon、1854年12月12日 - 1938年7月30日）は、ニュージーランドの政治家。
国会議員アルフレッド・ブランドンの息子である。1879年に初期ウェリントンの草分けトーマス・ケベルの次女ルイザ・ケベルと結婚し、3男3女を儲けた。
ウェリントン大学第1回生8人の一人であった。1872年にニュージーランド大学最初の奨学金の一つを受けた。1875年にイングランドのケンブリッジ大学トリニティ・ホールに入学し、1878年に文学学士号を取得した。ミドル・テンプルで弁護士事務所に入所し、その後ニュージーランドへ戻ってニュージーランド最高裁判所から弁護士として認められた。
最終的に父の法律事務所に入所し、ブランドン・ウォード・ヒスロップ・アンド・パウルズ法律事務所の代表社員となった。また、ウェリントン地方弁護士会会長にもなった。1888年8月には、オーストラリア相互共済組合理事に任命された。1903年5月に同組合副理事長、1918年に理事長となり、1934年5月31日に同職を退いた。父も同組合理事を1871年から1886年まで務めている。
1872年以来長くウェリントン商工会議所の委員であり、1882年、1897年、1898年と会頭を務めたほか、11年間役員を務めた。1929年4月には終身会員に選ばれた。また、1935年9月に病気により引退するまで、ギア・ミート・アンド・フリージング社役員も務めた。
1886年9月にソーンドン地区選出の市議会議員となった。1891年まで務めた後、1893年から1894年1月までウェリントン市長、ウェリントン港委員会委員を務めた。
同名の息子アルフレッド・デ・バス・ブランドンは著名な弁護士・飛行士であった。
1938年7月30日にウェリントンで死亡した。